# Blaze (film)
A Blaze 2018-ban bemutatott amerikai életrajzi filmdráma Ethan Hawke rendezésében. A Blaze Foley countryzenész életén alapuló forgatókönyvet Hawke és Sybil Rosen írta, Foley Living in the Woods in a Tree: Remembering Blaze Foley című memoárjából. A főszerepben Ben Dickey zenész látható. Ez volt Kris Kristofferson utolsó filmes szereplése nyugdíjba vonulása és halála előtt.
Világpremierje a 2018-as Sundance Filmfesztiválon volt. Az Amerikai Egyesült Államokban 2018. augusztus 17-én mutatták be a mozikban az IFC Films forgalmazásában. 

## Cselekmény
A film Blaze Foley countryzenész életének és pályafutásának epizódjait mutatja be. A cselekmény Foley két barátjának rádióinterjúja, valamint Foley utolsó fellépése között váltakozik. 

## Szereplők
| Szerep                             | Színész              | Magyar hang      |
| ---------------------------------- | -------------------- | ---------------- |
| Blaze Foley                        | Ben Dickey           | Olt Tamás        |
| Sybil Rosen, Blaze szerelme        | Alia Shawkat         | Földes Eszter    |
| Townes Van Zandt, Blaze barátja    | Charlie Sexton       | Epres Attila     |
| Zee, Blaze barátja                 | Josh Hamilton        | Fenyő Iván       |
| Edwin Fuller, Blaze és Marsha apja | Kris Kristofferson   | Vass Gábor       |
| olajkereskedő                      | Sam Rockwell         | Rajkai Zoltán    |
| olajkereskedő                      | Steve Zahn           | Seszták Szabolcs |
| olajkereskedő                      | Richard Linklater    | Sztarenki Pál    |
| rádiós műsorvezető                 | Ethan Hawke          | Moser Károly     |
| Mrs. Rosen, Sybil anyja            | Sybil Rosen          | Igó Éva          |
| Marsha Fuller, Blaze nővére        | Alynda Lee Segarra   |                  |
| T.J.                               | Ritchie Montgomery   | Varga T. József  |
| Glyn                               | Wyatt Russell        |                  |
| Fahéj                              | Jenn Lyon            | Mezei Kitty      |
| Barry                              | Martin Bats Bradford | Sarádi Zsolt     |

## A film készítése
A forgatásra az East Feliciana megyei (Louisiana) ORWO Studiosban és annak környékén került sor. Néhány kisebb  jelenetet Mississippiben vettek fel 2017 elején.

## Fogadtatás
A Rotten Tomatoes weboldalon a film 95%-os értékelést kapott 91 kritika alapján. Az oldal szöveges összefoglalója szerint: „A Blaze éppoly lírai és keserédes, mint a zene, melyet a film alanya hátrahagyott. Határozottan rendhagyó – de nagyon is kifizetődő – megközelítésmódot alkalmaz egy zenei életrajzi filmhez.”
Nick Allen (RogerEbert.com) szerint „kétségtelenül a legjobb film a maga nemében a Llewyn Davis világa óta”, majd hozzátette „ez a film csak Foleyról szól, és a szavaiban rejlő magabiztosság hihetetlenül kifizetődőnek bizonyul Hawke számára, aki maga is filmes történetmesélő”.

## Fordítás
- Ez a szócikk részben vagy egészben  a   Blaze (2018 film) című angol Wikipédia-szócikk ezen változatának fordításán alapul.  Az eredeti cikk szerkesztőit annak laptörténete sorolja fel. Ez a jelzés csupán a megfogalmazás eredetét és a szerzői jogokat jelzi, nem szolgál a cikkben szereplő információk forrásmegjelöléseként.